# Mary Livermore
Mary Livermore, nacida como Mary Ashton Rice, (Boston, 19 de diciembre de 1820-Melrose, 23 de mayo de 1905) fue una periodista estadounidense, abolicionista y defensora de los derechos de la mujer.
Cuando estalló la Guerra Civil Americana, se conectó con la Comisión Sanitaria de los Estados Unidos, con sede en Chicago, realizando gran cantidad de tareas de todo tipo: organizando sociedades auxiliares, visitando hospitales y puestos militares, contribuyendo a la prensa, respondiendo correspondencia, y otras cosas relacionadas con el trabajo realizado por esa institución. Fue una de las primeras mujeres que ayudó a organizar una gran feria en 1863, en Chicago, donde se recaudaron casi 100.000 dólares y obtuvo el borrador original de la Proclamación de Emancipación del presidente Lincoln, que se vendió por 3.000 dólares.
Cuando la guerra terminó, fundó un periódico llamado The Agitator, que luego se fusionó con el Woman's Journal. De este, fue editora durante dos años y colaboradora frecuente a partir de entonces. En el circuito de conferencias, tuvo una carrera notable, hablando principalmente en nombre del sufragio femenino y los movimientos de templanza, un movimiento social en los Estados Unidos del siglo XIX contra el consumo de bebidas alcohólicas. Durante muchos años, viajó 25.000 millas (40.000 km) anualmente, hablando cinco noches cada semana durante cinco meses del año.
Sus volúmenes impresos incluyen: Thirty Years Too Late, publicado por primera vez en 1847 como una premiada historia sobre la templanza, y republicado en 1878; Pen Pictures o Sketches from Domestic Life, What Shall We Do with Our Daughters? Superfluous Women, y Other Lectures, My Story of the War. A Woman's Narrative of Four Years' Personal Experience as Nurse in the Union Army, and in Relief Work at Home, in Hospitals, Camps and at the Front during the War of the Rebellion. Para Women of the Day, escribió el boceto de la escultora, Anne Whitney; y para la Celebración del Centenario del Primer Acuerdo de los Estados del Noroeste, en Marietta, Ohio, el 15 de julio de 1788, pronunció el discurso histórico.

## Primeros años y educación
Mary Ashton Rice nació en Boston, Massachusetts el 19 de diciembre de 1821, hija de Timothy Rice y Zebiah Vose (de soltera, Ashton) Rice. Era descendiente directa de Edmund Rice, un antiguo inmigrante puritano en la colonia de la bahía de Massachusetts. Livermore procedía de una familia militar: su padre luchó en la Guerra de 1812 y su madre era descendiente del capitán Nathaniel Ashton de Londres. Livermore era increíblemente inteligente y se graduó de las escuelas públicas de Boston a los 14 años. Debido a que no había aun opciones públicas de escuela secundaria o universidad para mujeres en esa época, asistió a la escuela en un seminario exclusivamente femenino en Charlestown, Massachusetts, y leyó la Biblia completa cada año hasta la edad de 23 años.

## Carrera
Después de graduarse del seminario en 1836, permaneció allí como maestra durante dos años. En 1839, comenzó a trabajar como tutora en una plantación de Virginia, y después de presenciar la cruel institución de la esclavitud, se convirtió en abolicionista. También comenzó a trabajar con el movimiento de la templanza en este momento, identificada con la Reforma de Templanza de Washington y editora de un periódico de templanza juvenil. En 1842, dejó la plantación para hacerse cargo de una escuela privada en Duxbury, Massachusetts, donde trabajó durante tres años. También enseñó en Charlestown, Massachusetts.
Se casó con Daniel P. Livermore, un ministro universalista en mayo de 1845, y en 1857, se mudaron a Chicago. En ese año, junto con su esposo estableció el New Covenant, una revista universalista de la que se convirtió en editora asociada durante doce años, tiempo durante el cual contribuyó frecuentemente a las publicaciones periódicas de su denominación y editó el Lily.
Además, comenzó allí su faceta filantrópica: fue cofundadora del Hogar para Desamparados, el Hogar para Mujeres Mayores y el Hospital para Mujeres y Niños.
Como miembro del Partido Republicano, Livermore hizo campaña por Abraham Lincoln en las elecciones presidenciales de 1860. En el Wigwam de Chicago en 1860, Livermore fue la única reportera asignada a un lugar para trabajar en medio de cientos de reporteros varones. Publicó una colección de diecinueve ensayos titulada Pen Pictures en 1863.

### Guerra Civil Americana
Durante la Guerra Civil, se ofreció como miembro asociado de la Comisión Sanitaria de los Estados Unidos a los 40 años de edad. Como agente de su sucursal en Chicago, más tarde nombrada sucursal de Northwestern, asistió a un consejo de la Comisión Nacional Sanitaria en Washington en diciembre de 1862, organizó muchas sociedades de ayuda, visitó puestos militares y hospitales, y en 1863, organizó la Feria Sanitaria Noroeste en Chicago que recaudó 86.000 dólares. El presidente Lincoln donó su propia copia de la Proclamación de Emancipación, que se subastó en 10.000 dólares. Livermore finalmente se convirtió en la codirectora de la sucursal de Chicago con Jane Hoge, otra defensora de la ayuda a los soldados. Las dos mujeres completaron una visita de inspección de hospitales a través de Illinois, Kentucky y Misuri. Con un conocimiento profundo de las necesidades de los hospitales, Hoge y Livermore enviaron alimentos y suministros por un valor de 1,000.000 dólares a los hospitales y campos de batalla que más lo necesitaban.
Livermore, como muchas otras enfermeras, se enfrentó al tema de las mujeres disfrazadas de soldados varones. En una visita al campamento de la 19.º Infantería de Illinois, un capitán señaló a un soldado y le preguntó a Livermore si había notado algo extraño en él. Livermore confirmó las sospechas del capitán de que el soldado era realmente una mujer. El capitán llamó al soldado para interrogarlo, y aunque suplicó permanecer en servicio cerca de su amado, Livermore la acompañó fuera del campamento. La soldado escapó de Livermore, sin embargo, y huyó.
Además de sus servicios de enfermería, Livermore también fue una escritora prolífica. Fue autora de numerosos libros de poesía, ensayos e historia, y fue una reconocida miembro del gremio literario. Aunque Livermore tuvo que sacrificar gran parte de su trabajo de justicia social por la enfermería, todavía logró publicar algún tipo de contenido una vez a la semana durante toda la guerra.

## Vida después de la guerra

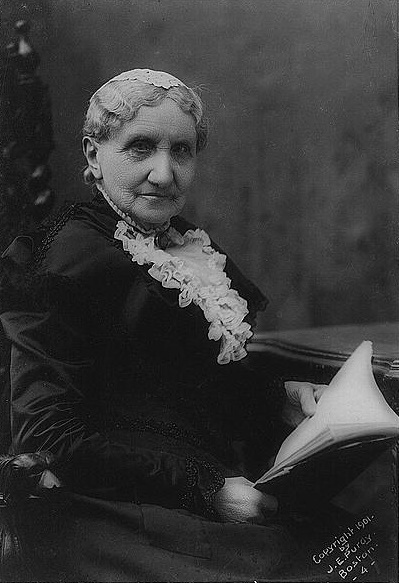
Mary Livermore, 1901

Después de la guerra, Livermore se dedicó a la promoción del sufragio femenino, junto con Lucy Stone y Julia Ward Howe, y el movimiento de la templanza, fundando en Chicago en 1869 el diario sufragista The Agitator, que en 1870, después de mudarse a Boston, se fusionó con el Woman's Journal, del que fue editora asociada hasta 1872. Livermore se convirtió en la primera presidenta de la Asociación para el Avance de la Mujer, así como presidenta de la Asociación del Sufragio Femenino de Estados Unidos.
Al igual que muchos universalistas de la época, estaba interesada en el espiritismo, y después de la muerte de su esposo en 1899, se convenció de que él se había comunicado con ella a través de un médium. Livermore murió en Melrose, Massachusetts el 23 de mayo de 1905.

## Legado
La escuela Mary A. Livermore en Melrose, en funcionamiento desde 1891 hasta 1933, fue una escuela primaria nombrada por Livermore. En 1943, casi cuatro décadas después de su muerte, se botó un barco de la Segunda Guerra Mundial con su nombre, el SS Mary A. Livermore.

## Trabajos seleccionados
- The Children's Army (1844), historias de templanza.
- "The Twin Sisters: o, The History of Two Families", recopilada en The Two Families; y The Duty that Lies Nearest. Prize Stories (1848), una historia de templanza.
- A Transformación mental (1848).
- Pen Pictures (1863), historias cortas.
- What Shall We Do With Our Daughters? and Other Lectures.
- A Woman of the Century (1893) (ed. Willard, Frances E. & Livermore, Mary A.).
- My Story of the War: The Civil War Memories of the Famous Nurse, Relief Organizer and Suffragette (1887/1995) con introducción de Nina Silber. Nueva York: De Capo Press.
- The story of my life ; or, The sunshine and shadow of seventy years (1897).
- La feminidad cooperativa en el estado. (1891) North American Review 153 págs. 283-295.